# 腾讯元宝
腾讯元宝是腾讯公司基于自研混元大模型推出的一款AI智能助手，于2024年5月30日上线。支持文案生成、图片生成、语音通话等功能。

## 历史
2024年5月30日，腾讯元宝上线。8月6日，腾讯云宝上线长文精读功能。
2025年2月13日，腾讯元宝接入DeepSeek-R1模型，用户在APP内可自主选择混元或Deepseek模型进行对话。2月21日，腾讯云宝中的Deepseek模型已经可以理解图片信息，次日，腾讯元宝超越豆包，成为中国区苹果免费APP下载排行榜第二。